# Едді Бойд
Е́дді Бойд (англ. Eddie Boyd), повне ім'я Е́двард Р́айлі Бойд (англ. Edward Riley Boyd; 25 листопада 1914, Кларксдейл, Міссісіпі — 13 липня 1994, Гельсінкі, Фінляндія) — американський блюзовий піаніст і співак.
Відомий як автор пісень «Five Long Years» (блюзового стандарту, який увійшов у репертуар таких виконавців, як Бадді Гай, Мадді Вотерс, Б.Б. Кінг, Ерік Клептон, the Yardbirds та ін.), «24 Hours» і «Third Degree». За своє життя зробив понад 100 записів на різних лейблах, у тому числі Blue Horizon, Chess, Decca, J.O.B. і RCA Victor.

## Біографія
Едвард Райлі Бойд народився 125 листопада 1914 року на плантації Стовалл поруч з Кларксдейлом, Міссісіпі. Його батько Вільям Бойд був гітаристом і грав у місцевих беррелхаузах та джук-джойнтах. У віці 13 років Бойд залишив плантацію і переїхав в Кларксдейл. Через політику сегрегації, яка тоді діяла у більшій частині півдня країни, у 1936 році Бойд переїхав до Мемфіса (спробув грати спочатку на губній гармоніці і гітарі, однак потім переключився на фортепіано, під впливом Рузвельта Сайкса і Лероя Карра); спочатку грав у місцевих барах на вулиці Біл-стріт. Створив власний гурт the Dixie Rythm Boys, який також включав трубача Едді Чайлдса, кларнетиста Алекса Еткінса і ударника Роберта Гарнера.
У 1941 році переїхав у Чикаго, де почав працювати на заводі. Там акомпанував губному гармоністу Сонні Бой Вільямсону («Elevator Woman», 1945), а також іншим зіркам лейблу Bluebird, таким як Джаз Гіллум і Тампа Ред. У квітні 1947 року записав свою дебютну платівку «I Had to Let Her Go»/«Kilroy Won't Be Back» з гуртом Дж. Т. Брауна на RCA Victor; піаніст працював на лейблі до 1949 року. У жовтні 1951 року записав сесію (чотири композиції) на студії Chess, однак Леонард Чесс відмовився її випускати.
Наступну сесію, у червні 1952 року («It's Miserable to Be Alone»/«I'm Pleading») на J.O.B., Бойд записав за власний кошт. У червні 1952 року на J.O.B. записав пісню «Five Long Years» (з «Blue Coat Man» на стороні В), яка стала хітом і 8 листопада 1952 року посіла 1-е місце (і протрималась впродовж 7 тижнів) в хіт-параді R&B Juke Box журналу «Billboard». Пісня у підсумку стала блюзовим стандартом, увійшовши у репертуар таких виконавців, як Бадді Гай, Мадді Вотерс, Б.Б. Кінг, Ерік Клептон, the Yardbirds та ін. Після успіху платівки, Бойд залишив роботу на заводі і підписав контракт з лейблом Parrot, власником якого був чиказький ді-джей Ел Бенсон. Однак Бенсон продав контракт без згоди самого Бойда студії Chess. У 1953 році Chess випустив два хіти Бойда «24 Hours» (з Робертом Локвудом-молодшим і Віллі Діксоном) і «Third Degree». Активно гастролював до 1957 року, коли потрапив у ДТП і був важко поранений. Через складі стосунки з Леонардом Чессом, Бойд залишив лейбл і в 1958 році повернувся на J.O.B., де записав «I Love You»/«Save Her Doctor». Того ж року перейшов на інший чиказький лейбл Bea & Baby, де у 1959 році записав три сингли (з гітаристом Робертом Локвудом-мол.). Після цього записувався на невеликих лейблах: Key Hole (1960), La Salle (1961), Mojo (1961), Art-Tone (1962), Push (1962), Esquire (1962) і Palos (1964).
У 1965 році Віллі Діксон запросив Бойда взяти участь в гастролях в Європі у складі Американського фолк-блюзового фестивалю. У жовтні 1965 року у Лондоні записав альбом Five Long Years (1966), який вийшов на лейблі Fontana. Страждаючи через расову дискримінацію в Сполучених Штатах, він був змушений емігрувати. Наступні п'ять років жив у Франції, Нідерландах, Бельгії, Швейцарії і Данії. Записав два альбоми для Майка Вернона в Англії, разом з гуртом Джона Мейолла John Mayall & the Bluesbreakers і Fleetwood Mac, а також з голландською групою Cuby and the Blizzards. У 1970 році оселився в Гельсінкі, Фінляндія, після того як познайомився з місцевою жінкою на ім'я Лейла (у 1977 році вони одружились). Записав альбом Praise to Helsinki (1970). Регулярно гастролював і записувася в Європі (включаючи альбоми на Sonet і Storyville), зрідка бував в США. У 1986 році виступив на чиказького блюзовому фестивалі, пізніше він записував тільки музику в стилі госпел.
Помер 13 липня 1994 року у віці 79 років у Гельсінкі. Похований на цвинтарі церкві Сант-Лаурі у Вантаа.

## Визнання
У 2011 році пісня Едді Бойда «Five Long Years» (J.O.B., 1952) була включена до Зали слави блюзу в категорії «Класичний блюзовий запис — сингл/пісня».

## Дискографія

### Альбоми
- Five Long Years (Fontana, 1966)
- Praise the Blues (Philips, 1967) з Cuby + Blizzards
- Eddie Boyd and His Blues Band featuring Peter Green (Decca, 1967)
- 7936 South Rhodes (Blue Horizon, 1968) з Fleetwood Mac
- Praise to Helsinki (Love, 1970)
- The Legacy of the Blues Vol. 10 (Sonet, 1974)
- Brotherhood (Finnish Blues Society, 1975)
- Live (Storyville, 1976)
- Vacation from the Blues (Jefferson, 1976)
- Hand In Hand (Blue Angel, 1978) з Ulli's Blues Band
- My Lady (Lobo, 1978)
- Soulful (Magic Angel, 1980) з Ulli's Blues Band
- A Sad Day (Paris Album, 1980)
- Lover's Playground (Stockholm, 1984)

### Сингли
- «I Had to Let Her Go»/«Kilroy Won't Be Back» (RCA Victor, 1947) з Дж. Т. Брауном
- «It's Miserable to Be Alone»/«I'm Pleading» (J.O.B., 1952)
- «Five Long Years»/«Blue Coat Man» (J.O.B., 1952)
- «Cool Kind Treatment»/«Rosa Lee Swing» (Chess, 1953)
- «24 Hours»/«The Tickler» (Chess, 1953)
- «Third Degree»/«Back Beat» (Chess, 1953)
- «That's When I Miss You So»/«Tortured Soul» (Chess, 1953)
- «Nothing But Trouble»/«Picture in the Frame» (Chess, 1954)
- «Hush Baby, Don't You Cry»/«Came Home This Morning» (Chess, 1954)
- «Drifting»/«Rattin' and Running Around» (Chess, 1954)
- «The Story of Bill»/«Please Help Me» (Chess, 1954)
- «The Nightmare Is Over»/«Real Good Feeling» (Chess, 1955)
- «I'm a Prisoner»/«I've Been Deceived» (Chess, 1955)
- «Life Gets to Be a Burden»/«Don't» (Chess, 1956)
- «Four Leaf Clover»/«Just a Fool» (Chess, 1956)
- «I Got a Woman»/«Hotel Blues» (Chess, 1957)
- «I Got the Blues»/«She's the One» (Chess, 1957)
- «Save Her Doctor»/«I Love You» (J.O.B., 1958)
- «I'm Commin' Home»/«Thank You Baby» (Bea & Baby, 1959)
- «Blue Monday Blues»/«The Blues Is Here to Stay» (Bea & Baby, 1959)
- «Come Home!»/«You've Got To Reap!» (Bea & Baby, 1959)
- «It's So Miserable to Be Alone»/«Empty Arms» (Blue Horizon, 1967)
- «The Big Boat»/«Sent for You Yesterday and Here You Come Today» (Blue Horizon, 1968)